# Katie Jacobs
Katie Jacobs – amerykańska producentka filmowa, wraz z mężem, Paulem Attanasio założyli spółkę filmową Heel and Toe Films. Debiutowała tworząc dwa odcinki trzeciej serii Doktora House’a.

## Filmografia
- Consenting Adults (1992)
- Fatal Instinct (1993)
- Getting Even with Dad (1994)
- A Father for Charlie (1995)
- A Cool, Dry Place (1998)
- Gideon’s Crossing (2000)
- R.U.S./H.(2002)
- Century City (serial)
- Dr House (serial)